# Stenoporpia umbraria
Stenoporpia umbraria är en fjärilsart som beskrevs av Mcdunnough 1925. Stenoporpia umbraria ingår i släktet Stenoporpia och familjen mätare. Inga underarter finns listade i Catalogue of Life.